# Rao Fu
|  | Dieser Artikel wurde auf der Qualitätssicherungsseite des Projekts Bildende Kunst eingetragen. Die Mitarbeiter der QS-Bildende Kunst arbeiten daran, die Qualität der Artikel aus dem Themengebiet Kunst auf ein besseres Niveau zu bringen. Bitte hilf mit, die Mängel dieses Artikels zu beheben und beteilige Dich an der Diskussion. |

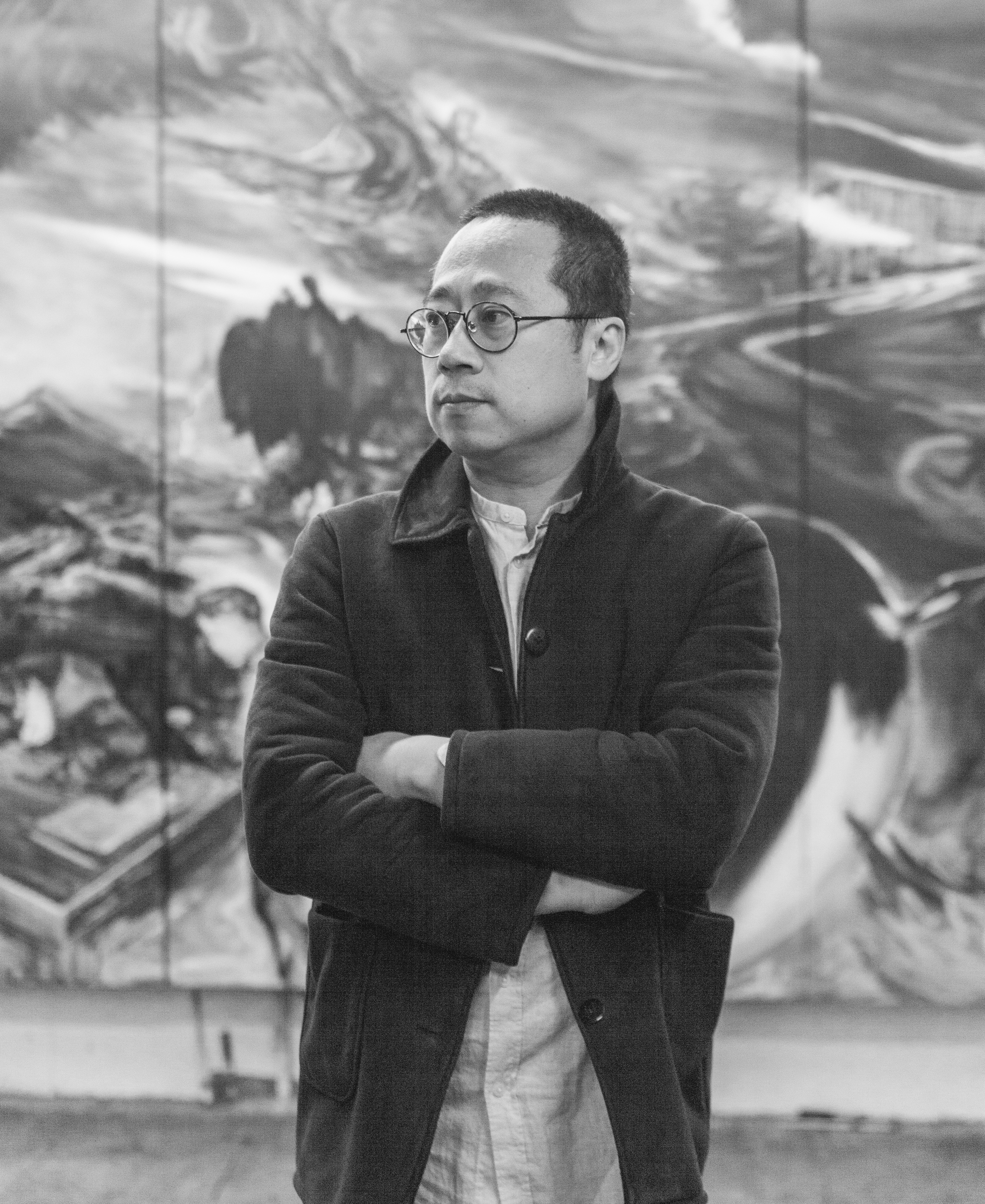
Rao Fu (2021)

Rao Fu (chinesisch 傅饶); (* 7. Februar 1978 in Peking) ist ein chinesischer Künstler, der in Deutschland und Asien lebt und arbeitet.

## Leben
Rao Fu studierte 1999 bis 2001 Design an der Tsinghua-Universität in Peking und von 2002 bis 2010 Malerei und Grafik sowie Kunsttherapie an der Hochschule für Bildende Künste Dresden. Im Grundstudium bei Siegfried Klotz und Elke Hopfe setzte er sich unter anderem mit der traditionellen Malweise der Dresdner Schule auseinander. 2008 wurde er Meisterschüler bei Ralf Kerbach.
Während seines Studiums erhielt er 2006 das DAAD-Stipendium der Schönen Künste und von 2008 bis 2012 das Stipendium der Heinrich-Böll-Stiftung. Es folgte 2014 ein Stipendium der Kulturstiftung des Freistaates Sachsen und 2016 ein Heimspiel-Stipendium der Baumwollspinnerei Leipzig der Kulturstiftung des Freistaates Sachsen. Mit dem Scholarship „Denkzeit“ der Kulturstiftung des Freistaates Sachsen wurde er 2020 ausgezeichnet.

## Werk
Die Werke Rao Fus stellen eine Verbindung zwischen den unterschiedlichen Kulturen und Philosophien von Ost und West her. Er schafft seine eigene Farb- und Formsprache aus dem breiten Spektrum der klassischen Chinesischen Landschaftsmalerei, Kalligrafie und europäischer Malerei, insbesondere der Dresdner Schule sowie Edvard Munch, Peter Doig und Daniel Richter. So erweitert er den sächsischen Neoexpressionismus mit asiatischen Komponenten.
In seinen Bildern finden verschiedene Techniken, wie traditionelle Kalligrafie verbunden mit farbenergetischen Aspekten und Figurenmalerei, Anwendung. Eine große Rolle spielen Themen wie Traum und Realität, Mischwelten und Rao Fus persönliches Leben. Die Atmosphäre verstärkt er durch ein ausdrucksvolles Farbspiel, das Freiräume für den Betrachter öffnet, wobei Pyrrhoorange und Dunkelblau eine zunehmend wichtige Rolle einnehmen. Die Streuung des Blicks setzt er durch gezieltes Lenken und Ablenken als zentrales Element ein. Auch arbeitet er zunehmend großformatig und die Figur sowie der Klang der Farbe rücken in den Vordergrund. Seine Arbeiten verbinden europäische und chinesische Kultur und Denkweise und sind zugleich offen für einen globalen Diskurs. Sie laden zur Reflexion und Debatte über kulturelle Hybridität ein.

## Sammlungen
- Nationalmuseum für Geschichte und Kunst Luxemburg (MNHA), Luxemburg
- Kunstfonds der Staatlichen Kunstsammlungen, Dresden
- Städtische Galerie Dresden
- Kuandu Museum of Fine Arts, Taipei

## Ausstellungen

### Einzelausstellungen
- 2024Dynamische Stille: Gewalt und Lebendigkeit der Farben, Kornfeld Galerie Berlin
- 2024 Colors of the Soul, Galerie Perrotin, Shanghai
- 2023 Flaming Images, Mind Set Art Center, Taipei
- 2022 Solo Show "Rao Fu" at Art Paris Art Fair, Paris
- 2022 Night Knight, Marina Bay Sands Singapore, Galeie Vazieux, Paris
- 2022 Rao Fu: Dresden, Gallery Fergus McCaffrey, New York, USA[1]
- 2021 Combustion, Vazieux Art Gallery, Paris[2]
- 2020 Im Regen, Eigenheim Berlin, Berlin[3]
- 2019 Nachtangeln, Eigenheim Berlin (Salon), Berlin
- 2019 Infinitrace, Kuandu Museum of Fine Arts (KdMoFA), Taipei
- 2018 Paysages Intérieurs, Gallery Aatscape Contemporary S.à,r.I.-S, Luxembourg
- 2018 Century, Platform China Contemporary Art Institute, Peking, China
- 2017 Coxcomb, Galerie Irrgang, Berlin Follow Wind, Galerie Heissingsart, Lübeck
- 2016 Chimerica, Projektraum Neue Galerie, City Art Gallery Dresden
- 2016 Open Studio, Halle 14, Baumwollspinnerei Leipzig
- 2015 Plankton, Gallery Irrgang, Leipzig
- 2014 Follow Wind, Kunstverein Junge Kunst, Wolfsburg
- 2013 Mirage, Gallery Grafikladen, Dresden
- 2012 Chimerca, Kunstverein Göttingen
- 2011 Rao Fu Arbeiten, Kunst bei Gericht, Ständehaus, Dresden
- 2010 Chimäre, Gallery Ling, Berlin
- 2009 Qi Nian / Sieben Jahren, Gallery Elly Brose Eiermann, Dresden

### Gemeinschaftsausstellungen

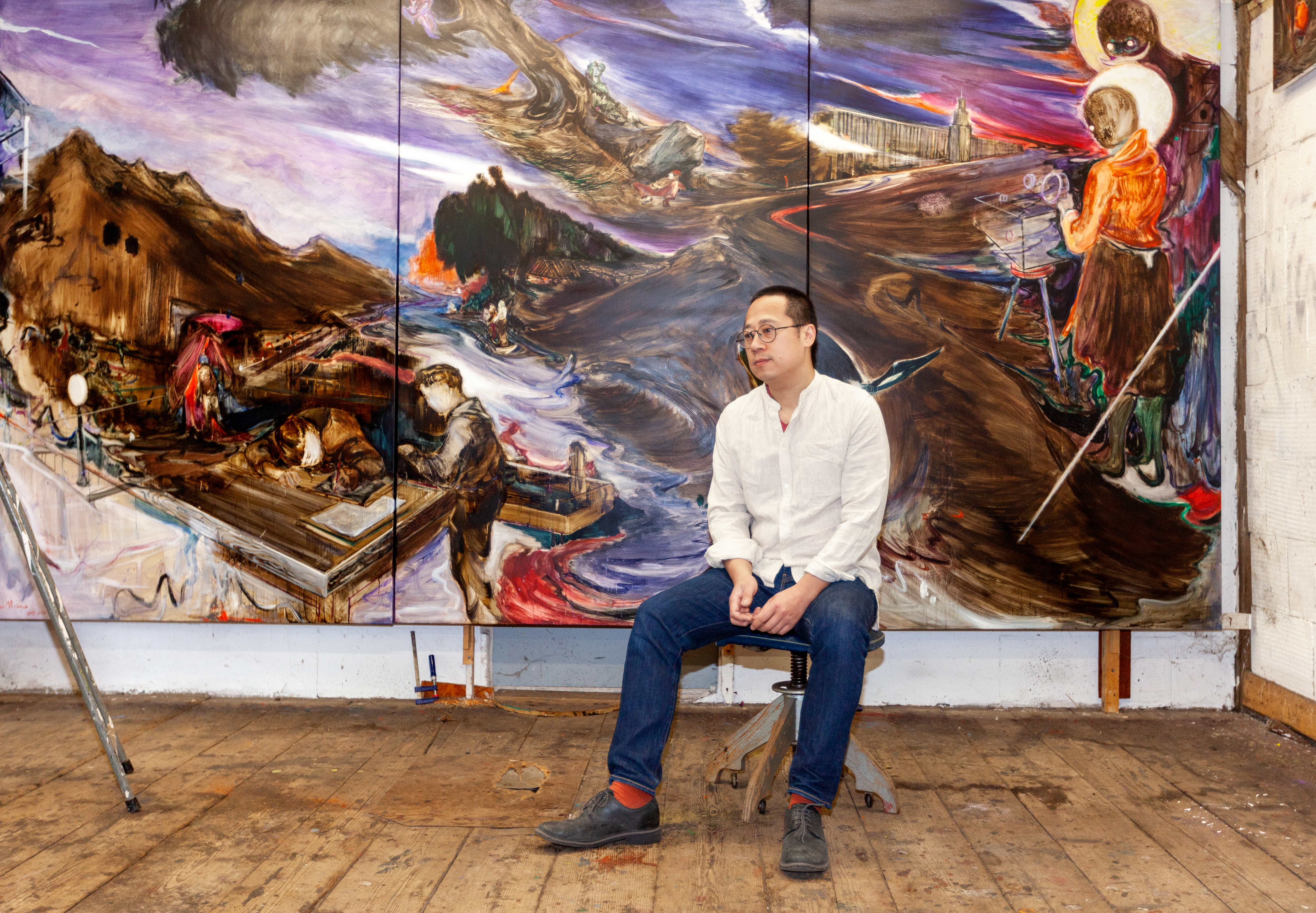
Rao Fu in seinem Atelier

- 2024 Echtzeit, City Art Museum of Dresden
- 2024 50 paintings at Milwaukee Art Museum, Wisconsin
- 2023 Nocturnal Ballads, Group Show at Perrotin Shanghai, China
- 2023 Ursula Walter Kommt, Pavillon am Milchhof in Berlin
- 2022 Dissonance-Platform Germany, Künstlerhaus Bethanien Berlin
- 2021 Kollektion Kollektiv, Eigenheim Berlin
- 2020 Prisma, Eigenheim Berlin
- 2019 The Summer of China, Eigenheim Berlin
- 2018 Chaos, mit Jong Jiang-Ze, Tang Jo-Hung, Mind Set Art Center, Taipei[4]
- 2017 1443, Galerie Ursula Walter, Dresden
- 2015 Das muss mann gesehen haben, 10 Jahre Städtische Galerie Dresden – Erwerbungen und  Schenkungen, City Art Gallery Dresden
- 2015 Pushing Hands, with Andreas Sachsenmaier, Gallery Ursula Walter, Dresden
- 2014 DaDa Ty, Hellerau – Europäisches Zentrum der Künste Dresden
- 2014 Kooperation, Galerie Ursula Walter, Dresden
- 2013 trozt alledem…, Galerie Modul 8, Dresden
- 2013 jetzt hier, Gegenwartskunst. Aus dem Kunstfonds, Kunsthalle im Lipsiusbau, Dresden
- 2013 Hommage to Asia, Chinesischer Pavillon, Dresden Hype, Geh8, Dresden
- 2012 4. Dresdner Biennale des 20. Kunstfestivals Ornö, Dresden
- 2012 Die unsichtbaren Städte, 2025 Kunst und Kultur e.V., Hamburg
- 2012 Fu: Leyh, mit Stefan Leyh, Gallery cCe Kulturhaus, Leuna, Germany
- 2010 Frühjahrssalon, Gallery Zanderkasten, Dresden
- 2009 60 V.R. China, Chinese Culture Center, Berlin
- 2009 Meisterschüler, Oktogon, Hochschule für Bildende Künste, Dresden
- 2007 Nebel, HypoVereinsbank, Chemnitz
- 2007 Chinakohl, Galerie op-nord, Stuttgart
- 2006 Telling Surface, Senatssaal, Hochschule für Bildende Künste, Dresden
- 2005 Niemandsland, Motorenhalle Dresden
- 2005 Junge chinesische Kunst, New Galerie Landshut
- 2005 Meisterschüler HfBK Dresden, Kunstverein Burgwedel / Isernhagen

## Publikationen
- Rao Fu: Infinitrace. Andre Lee, Monica Demattè, Huang Chien-Hung, Wang Rui-Xu Mind Set Art Center ISBN 978-986-94868-8-0
- Rao Fu: Follow Wind, Junge Kunst e.V., Andreas Schmid and Constanze von Marlin, Wolfsburg, ISBN 978-3-7356-0033-2
- Rao Fu: Follow Wind, Artscape Contemporary Art Luxembourg, ISBN 978-2-919943-21-0
- Rao Fu: Combustion, Christoph Tannert, Paris, Éditions Lord Byron, 2021, ISBN 978-2-491901-13-4